# Departamento Curuzú Cuatiá
Das Departamento Curuzú Cuatiá liegt im Süden der Provinz Corrientes im Nordosten Argentiniens und ist eine von 25 Verwaltungseinheiten der Provinz.
Im Norden grenzt es an das Departamento Mercedes, im Osten an die Departamentos Paso de los Libres und Monte Caseros, im Süden an die Provinz Entre Ríos und im Westen an die Departamentos Sauce, Esquina, Goya und Lavalle.
Die Hauptstadt des Departamento Curuzú Cuatiá ist die gleichnamige Stadt Curuzú Cuatiá.

## Städte und Gemeinden
- Curuzú Cuatiá
- Perugorría